# 즐거운 경찰
《즐거운 경찰》(Man Of The House)은 미국에서 제작된 스티븐 헤렉 감독의 2005년 액션, 코미디 영화이다. 토미 리 존스 등이 주연으로 출연하였고 토드 가너 등이 제작에 참여하였다.
이 영화는 2005년 2월 25일 개봉되었으며 부정적인 평가를 받았다. 제작비는 40,000,000 달러이나, 흥행수익은 21,000,000 달러에 그쳤다.

## 출연

### 주연
- 토미 리 존스

### 조연
- 세드릭 더 엔터테이너
- 크리스티나 밀리안
- 폴라 가시스
- 모니카 키나
- 바네사 페를리토
- 켈리 가너
- 앤 아처
- 브라이언 반 홀트
- 쉐어 위햄
- 테리 데일 파크스
- R. 리 이메이
- 페짓 브루스터
- 섀넌 우드워드
- 리즈 바세이
- 커티스 암스트롱
- 톰 레이놀즈

## 기타
- 협력프로듀서: 제프리 웻젤
- 미술: 넬슨 코티즈
- 의상: 벳시 헤이만
- 배역: 샤론 바이얼리
- 배역: 셔리 토머스